# Goffredo Bettini
Goffredo Maria Bettini (ur. 5 listopada 1952 w Rzymie) – włoski polityk, działacz partyjny, samorządowiec, parlamentarzysta krajowy, deputowany do Parlamentu Europejskiego VIII kadencji.

## Życiorys
Działalność polityczną rozpoczynał w ramach FGCI, młodzieżówki Włoskiej Partii Komunistycznej. Był m.in. sekretarzem stołecznych struktur tej organizacji i członkiem krajowego sekretariatu federacji, zarządzanej wówczas przez Massima D’Alemę. Następnie pracował w strukturach partyjnych, odpowiadając za działa kultury rzymskiego oddziału komunistów. W 1986 został sekretarzem struktur miejskich, a w 1990 struktur regionalnych PCI. W 1991 przystąpił do powołanego na bazie partii komunistycznej nowego ugrupowania – Demokratycznej Partii Lewicy. Od 1989 był radnym miejskim w Rzymie, przewodniczył tam frakcji politycznej PDS.
W latach 1993–1994 sprawował mandat posła do Izby Deputowanych XI kadencji. Po partyjnych przekształceniach działał w Demokratach Lewicy, zasiadając we władzach krajowych tego ugrupowania, z którym z w 2007 dołączył do Partii Demokratycznej. W latach 1997–1999 pełnił funkcję asesora ds. relacji instytucjonalnych w stołecznym magistracie, którym kierował wówczas Francesco Rutelli. Później kierował jedną z instytucji kulturalnych, zaś od 2000 do 2001 był wiceprzewodniczącym rady regionu Lacjum.
W 2001 powrócił do Izby Deputowanych na XIV kadencję, następnie w latach 2006–2008 z ramienia Drzewa Oliwnego był członkiem Senatu XV kadencji. W 2014 z ramienia PD został wybrany na eurodeputowanego.